# Disting
Distinget eller disatinget tros ha varit ett ting som hölls av svearna, och distingen eller distingsmarknaden är en marknad som ursprungligen ska ha hållits i samband med detta ting.
Distingsmarknaden hålls i Uppsala i början av februari varje år. Distinget var enligt Snorre Sturlasson alla svears ting, som ursprungligen hölls i samband med den gamla förkristna offerfesten disablot i Gamla Uppsala. Blotet firades till de fornnordiska gudinnorna disernas ära. Distinget ska ha hållits i slutet av februari eller i mars då även marknad hölls, som därav kallades distingen. Efter kristendomens införande flyttades tinget till början på februari, och själva tinget kallas då istället kyndelsting (jämför kyndelsmäss, som förr inföll 2 februari).
Distinget är inte döpt efter den fiktiva drottning Disa från en medeltida sägen. Detta påstående är uppdiktat som en del i en pjäs om Disa skriven på 1600-talet av Johannes Messenius.
Distinget är också namnet på Stockholms handelskammares årliga möte mellan företag och offentlig sektor i Uppsala, där medlemsföretag, länsstyrelsen Regionförbundet och kommunen har medverkat. Mötet har hållits sedan 1968, och äger idag normalt rum första tisdagen i februari.

## Marknaden
Distingsmarknaden hålls idag under två dagar i början av februari varje år, på Vaksala torg i Uppsala, och sägs ha sitt ursprung i det medeltida distinget.

## Historia
Disatinget var enligt Nordisk Familjebok det alla svears ting som ursprungligen hölls i samband med disablotet i Gamla Uppsala. Ursprungligen hölls det i februari eller början av mars, men efter kristendomens införande flyttades tinget till kyndelsmässan i början av februari och kallades kyndelsting (fornsvenska kyndilþing). Marknaden som hörde till tinget kom att heta distingen (fornsvenska disœthing).
Efter att disablotet upphört återstod enligt föreläsaren Lars Bägerfeldt både tinget och marknaden under lång tid framöver: marknaden hölls från 1500-talet och kanske långt tidigare vid den yngre staden Uppsala, och pågick enligt honom en vecka.
I den norska kungasagan om Olav den helige nämner Snorre Sturlasson att ting och marknad överflyttats till Aros (nu Uppsala) långt innan hans egen tid, vilket sannolikt avser distingsmarknaden. Enligt Ferm, refererad i Anund, så flyttades ett ting till Aros under första halvan av 1100-talet.
Distinget blev enligt Uppsalapolitikern Roland Agius med tiden Sveriges viktigaste marknad. Årstiden underlättade frakt av varor: med medar var frusna sjöar och åar var lättare att ta sig fram på, än annars på leriga vägar. På marknaden byttes skinn, renstek och ripor, nersaltad fisk, kreatur, hantverksprodukter, osv. Det var även populärt att förlova sig under marknadsdagarna.
På 1700- och 1800-talen hade enligt Agius marknaden tack vare penninghushållningen sin storhetstid. Mynten, som hade kommit i omlopp, förenklade affärerna. Enligt Agius avskaffades marknaden officiellt 1895, men levde kvar som häst-, kreaturs- och skinnmarknad in i dagens distingsmarknad.

### Skådespelet Disa
Under distingen uppförde Uppsalastudenterna en tid på 1600-talet skådespelet Disa. Det handlar om en klok bondflicka från Venngarn som räddar svearna från hungersnöd. Pjäsen anses vara det första riktiga svenska dramat och skrevs av Johannes Messenius i början av 1600-talet. Pjäsen är baserad på en äldre saga, men huvudpersonens namn och ursprung i Venngarn är Messenius skapelse, liksom påståendet i pjäsen att distinget är namngivet efter huvudpersonen.